# Michel de Grèce
Michel de Grèce (en grec moderne : Μιχαήλ της Ελλάδας / Mikhaíl tis Elládas), prince de Grèce et de Danemark, est né le 7 janvier 1939 à Rome, en Italie, et mort le 28 juillet 2024 à Athènes, en Grèce.
Membre de la famille royale de Grèce et descendant des Romanov et des Orléans (entre autres familles souveraines), il est écrivain de langues française et anglaise ainsi qu’historien.

## Famille
Michel de Grèce est le fils unique de Christophe de Grèce (1889-1940), prince de Grèce et de Danemark, et de sa seconde épouse, la princesse française Françoise d’Orléans (1902-1953).
Par son père, le prince Michel est le petit-fils du roi Georges Ier de Grèce (1845-1913) tandis que, par sa mère, il a pour grand-père le prince Jean d’Orléans (1874-1940), duc de Guise et prétendant orléaniste au trône de France. Michel est donc lié à la plupart des souverains et prétendants européens actuels. Il est notamment le cousin germain du duc d’Édimbourg et du comte de Paris ainsi qu’un proche parent de la reine Sophie d’Espagne et du roi Michel Ier de Roumanie.  
Le 7 février 1965, le prince Michel épouse, au palais royal d'Athènes, l’artiste grecque Marína Karélla, née le 17 juillet 1940, elle-même fille de l'industriel grec Theódoros Karéllas et de son épouse Élli Khalikiopoúlou. Il renonce alors à ses droits sur la Couronne grecque. De ce mariage naissent deux filles :
- Alexandra de Grèce, née le 15 octobre 1968, qui épouse en 1998 Nicolas Mirzayantz (1963) et est la mère de deux garçons, Tigran (2000) et Darius (2002) ;
- Olga de Grèce, née le 17 novembre 1971, qui épouse civilement à Moscou le 16 septembre 2008, puis religieusement à Patmos le 27 septembre 2008, son cousin issu de germain,  le prince Aimon de Savoie-Aoste (1967), fils de la princesse Claude d’Orléans et d’Amédée de Savoie-Aoste, cinquième duc d’Aoste et prétendant au trône d’Italie. Elle est la mère de trois enfants, Umberto (2009), Amedeo (2011) et Isabella (2012)[3].

## Biographie
À l'âge d’un an à peine, le prince Michel se retrouve orphelin de père,. Alors que l'Europe s'engage dans la Seconde Guerre mondiale, la famille de Michel se disperse : le père de sa mère, le duc de Guise, quitte sa résidence d'exil de Bruxelles, le manoir d'Anjou, pour leur propriété de Larache, au Maroc, le manoir étant devenu le quartier général belge de la Wehrmacht. Sa mère, la princesse Françoise, décide alors de passer les années de guerre auprès de sa famille Orléans et rejoint également le continent africain. Ils s'installent un peu plus tard près de Casablanca, où ils occupent une petite maison sans grand confort.
Une fois la paix revenue, le prince Michel et sa mère s’établissent quelque temps à Malaga, en Espagne, avant de venir vivre à Paris en 1948. En 1953, un nouveau deuil touche le prince, alors âgé de 14 ans,. Sa mère meurt et l’adolescent est confié à la garde de son oncle Henri d’Orléans (1908-1999), comte de Paris et prétendant orléaniste à la Couronne de France sous le nom d’« Henri VI »,. Michel passe également de longs séjours à Athènes auprès de la famille royale grecque, en compagnie de ses neveux Constantin, Irène et Sophie qui sont sensiblement du même âge que lui. Selon les dires du prince lui-même, le roi Paul Ier et la reine Frederika le traitaient comme un fils.
Scolarisé au collège Saint-Martin de Pontoise puis au collège Stanislas de Paris, Michel obtient un diplôme de sciences politiques à l'Institut d'études politiques de Paris en 1960. Une fois ses études terminées, il est rapatrié en Grèce pour y effectuer son service militaire, servant dans la Garde côtière hellénique avec le grade de sous-lieutenant. Demeurant en Grèce, le prince commence ensuite à prendre une part active à la vie monarchique.
En 1965, le prince épouse l’aquarelliste et sculptrice Marína Karélla, fille d’un industriel grec. Il s’agit là d’une union inégale, ce qui prive le prince et sa descendance de tout droit sur le trône de Grèce. Le couple s’installe aux environs d’Athènes et c’est durant ces années que Michel de Grèce commence à écrire. Au début de la dictature des colonels, Marína et Michel sont les seuls membres de la famille royale de Grèce à recevoir l’autorisation de rester vivre dans leur pays. Selon le prince, les membres de la junte lui auraient proposé de ceindre la couronne à la place du roi Constantin II. Le couple choisit cependant de quitter la Grèce en 1972 et s’installe à Paris puis à New York avec ses deux filles.
Son premier ouvrage Ma sœur l’histoire, ne vois-tu rien venir ? reçoit le prix Cazes en 1970. Historien, Michel de Grèce se décrit comme un amateur de l’inexploré. Il s’intéresse aux histoires insolites, aux secrets de familles (royales) et aux mystères irrésolus et publie plusieurs ouvrages dans cette veine. C’est cependant avec ses romans historiques, fortement inspirés par son histoire familiale, que le prince Michel de Grèce se fait connaître d'un large public. Ainsi, Le Rajah Bourbon, publié en 2007, raconte les aventures d’un descendant des Capétiens, fils caché du connétable de Bourbon, devenu rajah indien et premier de la lignée des Bourbons des Indes.
Au début des années 1990, alors qu'il vit à New York, le prince rencontre une petite fille âgée de 6 ans, Elisa Izquierdo (en). Il la prend sous son aile et propose de payer ses frais de scolarité. Malheureusement, en 1995, Elisa est assassinée par sa propre mère, ce qui affecte profondément Michel et Marína. Après treize années passées aux États-Unis, le couple décide de revenir en Grèce — où il s’installe sur l’île de Patmos, en mer Égée — et crée, en 2008, la fondation ELIZA en faveur des enfants maltraités.
Le prince Michel de Grèce meurt, entouré de ses proches, le 28 juillet 2024 à l'hôpital privé Hygeia (el), à Athènes, à l’âge de 85 ans,,. Ses funérailles ont lieu le 1er août 2024 en l’église des Saints-Théodore dans le premier cimetière d'Athènes, en présence des membres de l’ancienne famille royale hellénique, de la reine émérite Sophie d’Espagne, ainsi que de l’épouse du Premier ministre de Grèce, Maréva Mitsotákis. Felipe VI et Letizia d’Espagne, Willem-Alexander et Máxima des Pays-Bas, tout comme Albert II et Charlène de Monaco, font parvenir à Athènes des couronnes de fleurs. Le prince est ensuite inhumé dans l’intimité au cimetière de Tatoï, nécropole de la dynastie grecque,.

## Télévision
Michel de Grèce participe ponctuellement à l'émission Secrets d'histoire, présentée par Stéphane Bern. Il a notamment collaboré aux numéros suivants :
- Juan Carlos, le roi des Espagnols (2013)[16] ;
- Alexandre le Grand, des rêves et des conquêtes (2016)[17] ;
- Louis-Philippe et Marie-Amélie, notre dernier couple royal (2018)[18] ;
- Charlotte et Maximilien, les sombres héros de Mexico (2019)[19].

## Œuvres
- Ma sœur l'histoire, ne vois-tu rien venir ?, éditions Julliard, 1970.
- La Crète, épave de l’Atlantide, éditions Julliard, 1971.
- (dir.) Les Rois : les dynasties qui ont fait l'histoire (8 volumes), Helstar, 1972-1973. Préface d'André Malraux.
- Andronic ou les aventures d'un empereur d'Orient, Orban, 1976.
- Louis XIV : l'envers du soleil, Orban, 1979 ; Rééd. 1984.
- La Nuit du sérail, Orban, 1982.

- Joyaux des couronnes d’Europe, Orban, 1982.
- La Femme sacrée, Orban, 1984. Consacré à Lakshmî Bâî.
- Grèce (album illustré), éditions Nathan, 1986.
- L’Ogre : quand Napoléon faisait trembler l'Europe, Orban, 1986.
- Le Palais des larmes, Orban, 1988. Consacré à l'impératrice Théodora.
- Le Dernier Sultan, Orban, 1991. Consacré à Abdülhamid II.
- Portraits et séduction (album illustré), éditions du Chêne, 1992.
- La Bouboulina, Plon, 1993. Consacré à Laskarína Bouboulína.
- Ces femmes de l'au-delà, Plon, 1995  (ISBN 2-259-18236-4).
- Henri, comte de Paris, mon album de famille, Librairie académique Perrin, 1996.
- L'Impératrice des adieux, Plon, 1998.
- La Nuit blanche de Saint-Pétersbourg, XO éditions, 2000.
- Romans orientaux, Plon, 2000.
- La Conjuration de Jeanne, XO éditions, 2002. Biographie romancée de Jeanne d'Arc.
- The Royal Hellenic Dynasty, éditions Fereniki, 2003.
- Mémoires insolites, XO éditions, 2004.
- Le Ruban noir de Lady Beresford et autres histoires inquiétantes, XO éditions, 2005.
- Les Joyaux des tsars, Presses de la Renaissance, 2006.
- Le Rajah Bourbon, éditions Jean-Claude Lattès, 2007.
- Le Vol du Régent, éditions Jean-Claude Lattès, 2008.
- Voices of light (en collaboration avec Marína Karélla), éditions de la Hutte, 2012. Œuvre adaptée en CD musical avec Lama Gyurmé et Sébastien Lucas en 2013.
- Une promenade singulière à travers l’Histoire, éditions Jean-Claude Lattès, 2012.
- Les Mystères d'Alexandre le Grand (avec Stéphane Allix), Flammarion, 2014.
- Avec ou sans couronne, Stock, 2019. Prix Combourg-Chateaubriand 2019[20].
- Mes aventuriers excentriques, Stock, 2021.
- Prince Michael of Greece: Crown, Art, and Fantasy: A Life in Pictures, Rizzoli, 2023.

## Titulature et honneurs

### Titulature
- 7 janvier 1939 - 28 juillet 2024 : Son Altesse Royale le prince Michel de Grèce et de Danemark[1].

### Honneurs hellènes
- Grand-croix de l'ordre du Sauveur ;
- Grand-croix avec collier de l'ordre des Saints-Georges-et-Constantin ;
- Récipiendaire de l'insigne commémoratif du centenaire de la maison royale de Grèce (30 mars 1963).

### Honneurs étrangers
- Chevalier de l'ordre de l'Éléphant (Danemark, 11 septembre 1964)[21] ;
- Médaille du 2500e anniversaire de la monarchie iranienne (Iran, 14 octobre 1971)[22] ;
- Commandeur de l'ordre des Arts et des Lettres (France, 27 février 2020)[8],[23].